# Barrett Martineau
Barrett Martineau (* 4. September 1991 in Calgary, Alberta) ist ein kanadischer Skeletonpilot. Bis 2010 war er im Juniorenbereich als Nordischer Kombinierer sowie Skispringer aktiv.

## Werdegang
Barrett Martineau begann 1998 mit dem Skispringen und der Nordischen Kombination und betrieb diese Sportarten 12 Jahre lang, davon vier Jahre im Nationalkader Kanadas. Er nahm unter anderem an vier Juniorenweltmeisterschaften in der Nordischen Kombination teil und erreichte dort als beste Einzelplatzierung Rang 45 im Jahr 2010 in Hinterzarten. Bei den Olympischen Spielen 2010 von Vancouver kam Martineau als Vorspringer zum Einsatz und er arbeitet als Trainer für diese Sportarten auf Provinzebene.
2010 wechselte Martineau zum Skeleton und gab im März 2012 sein Debüt in den internationalen Rennserien der FIBT mit Rang 11 beim America’s Cup in Lake Placid. In der darauf folgenden Saison startete er erneut in diesem mittlerweile in Nordamerikacup umbenannten Wettbewerb und stand nach einem achten Platz im ersten Rennen in Park City bei allen weiteren Rennen auf dem Podium. Er gewann dabei alle vier Rennen in Kanada, nämlich auf seiner Heimbahn in Calgary sowie in Whistler, und setzte sich in der Gesamtwertung deutlich vor Sean Greenwood und Patrick Rooney durch. Bei der Junioren-WM 2013 in Igls gewann er hinter Christopher Grotheer und Axel Jungk die Bronzemedaille. Im Winter 2013/14 kam er zunächst erneut im Nordamerikacup zum Einsatz und steigerte sich in den ersten fünf Rennen bis auf Rang 4 in Park City. In der zweiten Saisonhälfte war er im höherklassigen Intercontinentalcup am Start und erreichte als beste Platzierung einen sechsten Rang in Whistler. Bei der Junioren-WM 2014 in Winterberg wurde er Siebter.
Zu Beginn der Saison 2014/15 gewann Barrett Martineau mit Silber seine erste Medaille bei Kanadischen Meisterschaften und qualifizierte sich für das kanadische Weltcup-Team. Sein Debüt im Weltcup gab er daraufhin im Dezember 2014 mit Rang 16 in Lake Placid, der sein bestes Saisonergebnis bleiben sollte. In der Gesamtwertung belegte er den 17. Rang und bei der Skeleton-Weltmeisterschaft 2015 den 20.